# RV Sikuliaq
Le RV Sikuliaq est un navire océanographique appartenant à la Fondation nationale pour la science (NSF) et exploité par le Collège des sciences de la mer et des océans de l’université de l'Alaska à Fairbanks. Construit en 2014 par Marinette Marine Corporation à Marinette dans le Wisconsin, ce navire de 200 millions de dollars a remplacé le navire de recherche RV Alpha Helix construit en 1966, qui a été mis hors service en 2007. Sikuliaq baptisé d'après le mot Iñupiat, signifiant "jeune glace de mer" (prononcé "see-KOO" -lee-auk "), à Seward, en Alaska, comme port d'attache. .

## Historique
La mission scientifique initiale du nouveau navire de recherche avait été préparée par un comité du Comité d'amélioration de la flotte de l'University-National Oceanographic Laboratory System (UNOLS) en 1998 . En 2001, le Congrès avait affecté un million de dollars à la réalisation d'une étude de conception d'un navire adapté. Le navire, appelé ARRV (navire de recherche de la région de l'Alaska), a été conçu par The Glosten Associates, un groupe d'architectes navals basé à Seattle, en 2004.
En mai 2009, la National Science Foundation a annoncé qu'elle avait reçu des fonds pour la construction d'un navire de recherche apte à naviguer dans la glace, conçu pour soutenir la recherche scientifique dans les eaux de haute latitude. En décembre 2009, le contrat de 123 millions de dollars pour la construction du navire de 200 millions de dollars a été attribué à Marinette Marine de Marinette dans le Wisconsin, et la cérémonie de signature du contrat a eu lieu le 5 février 2010. En janvier 2010, l’université de l'Alaska à Fairbanks, a choisi un nom autochtone d'Alaska, Sikuliaq , qui signifie «jeune glace de mer» en langue Iñupiaq, après avoir reçu plus de 150 suggestions.
La pose de la quille du navire a été effectuée le 11 avril 2011, et il a été mis à l'eau le 13 octobre 2012. Bien que Sikuliaq ait dû initialement arriver à son port d'attache de Seward en Alaska, en janvier 2014, sa livraison a été retardée. En raison de problèmes techniques, il passa son premier hiver sur les Grands Lacs. Sikuliaq a finalement été remis à NSF le 6 juin 2014. Au cours de l'été 2014, il a traversé le canal de Panama et a commencé ses opérations scientifiques dans le Pacifique équatorial et le long de la côte ouest américaine à l'automne. Il s'est ensuite dirigé vers l'Alaska, où le navire est arrivé en février 2015, pour une visite du port de Ketchikan. Il a été officiellement mis en service en mars 2015 dans son port d'attache de Seward.

### Mission et capacités
Le navire permet à 26 scientifiques et étudiants  de mener des études multidisciplinaires en haute mer ouverte, dans des régions proches du littoral et sur des glaces de mer d'un an. Les principales possibilités de recherche comprennent les effets du changement climatique et de l’utilisation accrue par les humains des régions arctiques sur diverses questions telles que la circulation océanique et la dynamique des écosystèmes.
Sikuliaq, l’un des navires de recherche les plus perfectionnés jamais construits, dispose de nombreuses installations scientifiques. En plus de ses laboratoires intégrés de 209 m2, il peut accueillir de deux à quatre conteneurs scientifiques de 20 pieds sur le pont arrière de 405 m2. En outre, Sikuliaq est équipé d’un équipement de manutention souple, tel qu’un cadre en A à l’arrière, ainsi que de nombreux treuils et grues scientifiques à l’arrière. il dispose également d'une quille pivotante rétractable pour le déploiement de divers capteurs sous le navire.

### Détails techniques
Sikuliaq, conçu pour les opérations dans les eaux envahies par les glaces, est équipé d’une étrave brisée et d’une coque deux pieds plus large à l’avant que dans l’arrière pour réduire la résistance au givre. Il  est desservi par un équipage de 20 personnes et peut accueillir deux techniciens de la marine supplémentaires.
Sikuliaq dispose d'un groupe motopropulseur diesel-électrique dans lequel les principaux générateurs diesel produisent de l'énergie pour les moteurs électriques couplés aux hélices. Il est propulsé par deux moteurs diesel à grande vitesse de la série MTU 4000 12 cylindres de 2.400  et 1.760 cv. Sikuliaq est l’un des tout premiers navires à être équipé d’unités de propulsion Icepod, la marque de propulseur d'étrave renforcé pour la glace de Wärtsilä pouvant être pivoté à 360 degrés autour de l’axe vertical. Les propulseurs azimutaux, signifiant que les hélices font face à la direction dans laquelle le navire se déplace, améliorent l'efficacité hydrodynamique. En outre, ils sont «montés sur le boîtier», ce qui signifie que les propulseurs peuvent être déconnectés et soulevés pour maintenance sans amarrer le navire. Il est également équipé d'un propulseur d'étrave pour faciliter les manœuvres à basse vitesse.
La vitesse maximale de Sikuliaq en eaux calmes est de 14,2 nœuds (26,3 km/h). En outre, il peut briser la glace de mer de première année d’une épaisseur maximale de 0,76 m à une vitesse constante de 3,7 nœuds, ce qui lui a valu son nom. Il a également une capacité de positionnement dynamique. Sikuliaq a une endurance opérationnelle de 45 jours et peut parcourir 18;000 milles marins (33,000 km) à 10 nœuds (19 km/h).

## Galerie

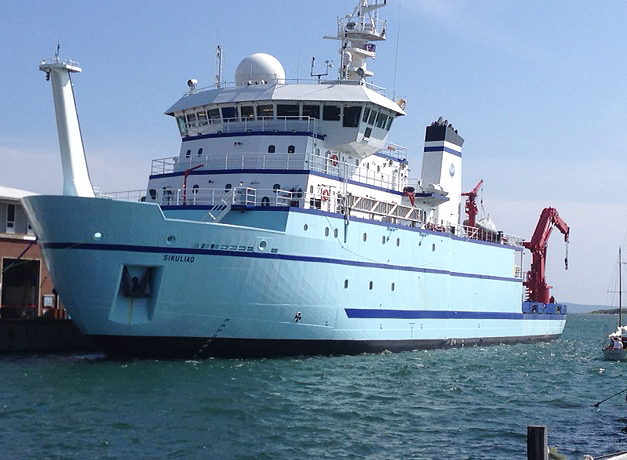
RV Sikuliaq
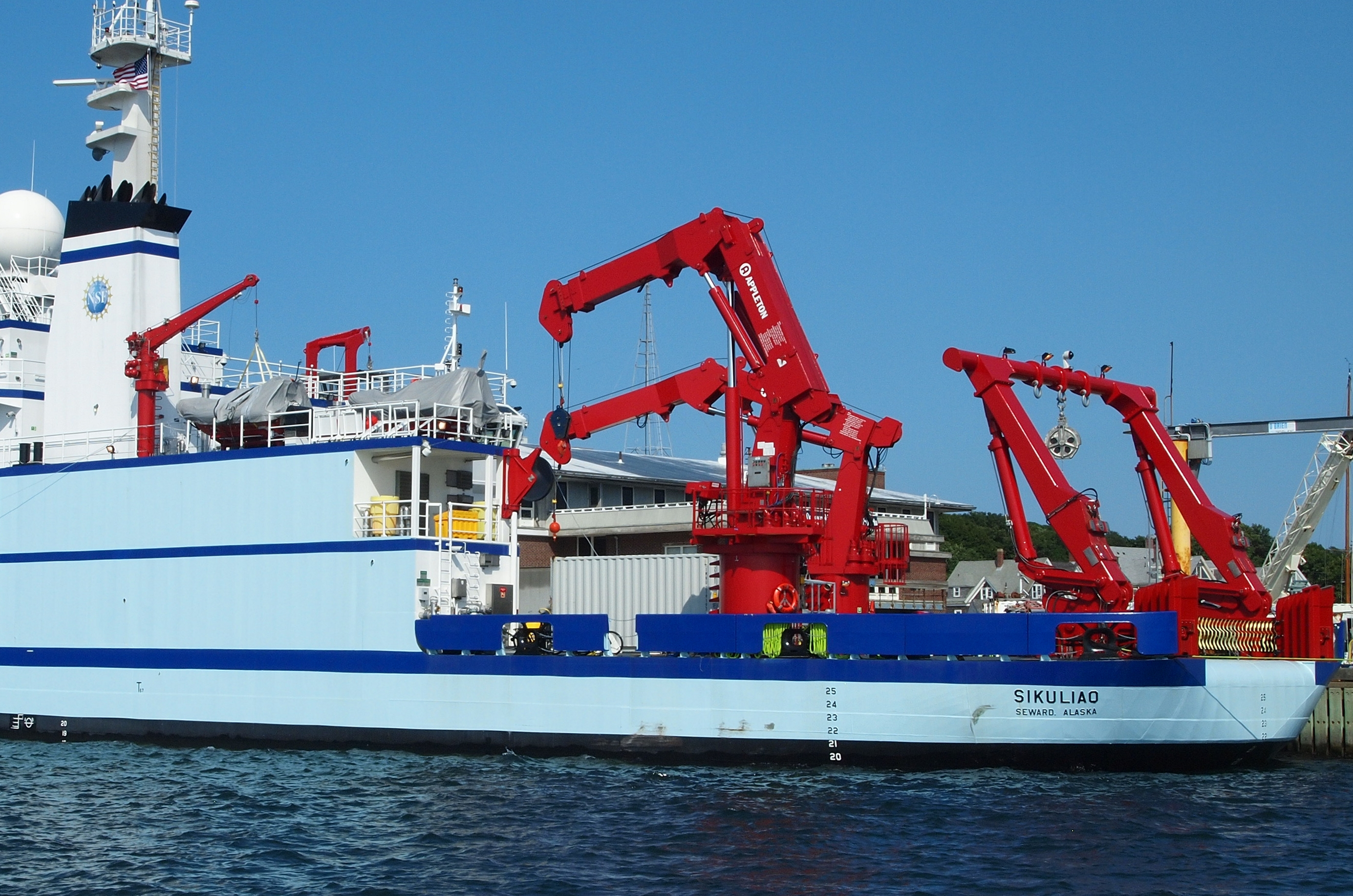
RV Sikuliaq
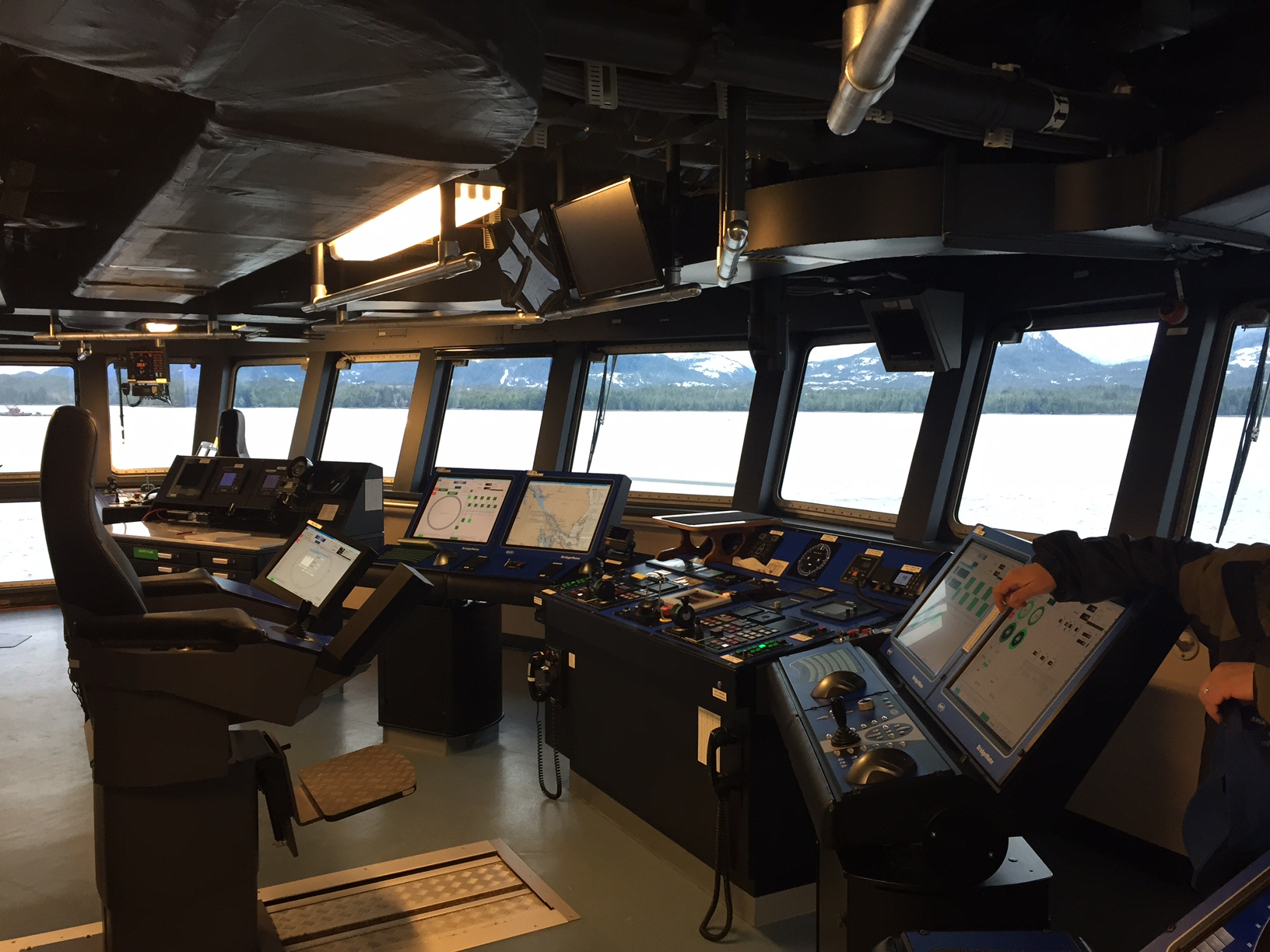
Poste de pilotage

### Note et référence
1. ↑  R4V Alpha Helix - Site Stabbert Maritime
2. ↑  Research Vessel Safety Standards - Site UNOLS
3. ↑  [divergence-images.com/elisabeth-rull/portfolios/a-bord-du-r-v-sikuliaq-en-mer-de-bering-alaska-gci-944-1751.html A bord du Sikuliaq en mer de Bering]

- (en) Cet article est partiellement ou en totalité issu de l’article de Wikipédia en anglais intitulé « RV Sikuliaq » (voir la liste des auteurs).